# Фигг, Джеймс
Джеймс Фигг (англ. James Figg, не позднее 1700, Тейм, Оксфордшир — 8 декабря 1734, Лондон) — английский боксёр и инструктор по историческим европейским боевым искусствам.

## Биография
Джеймс был младшим из семерых детей Фрэнсиса и Элизабет Фигг. Жили они на улице в Пристэнд. Бедной семье сельскохозяйственного городка приходилось непросто, и Джеймс выбрал для себя занятие кулачными боями. Согласно одной из версий, он был замечен Графом Петерборо, старым солдатом и покровителем спорта, во время своих выступлений на ярмарке в Тейм. Тот помог Джеймсу перебраться в Лондон на Оксфорд Роуд, что возле Тоттенхем Корт-роуд. Там он открыл свою первую школу, где за плату обучал владению малым мечом, тесаком, дубиной и бою на кулаках.
К 1719 году его репутация возросла настолько, что он был многими признан Чемпионом Англии. Его школа располагалась в здании, называвшемся Adam and Eve Court, которое с того момента стало упоминаться как Figg’s Amphitheatre (или Figg’s Academy). Фигг не только обучал всех желающих (способных заплатить), но и устраивал показательные выступления, в некоторых из которых принимал участие сам.
Наиболее известен третий бой Фигга с Нэдом Саттоном из Грейвсенда. Упоминается, что они встречались три раза. В одной из первых двух встреч Саттон победил Фигга, когда тот был болен, другой раз победу одержал Фигг. Третий бой состоялся 6 июня 1727 года и Фигг победил в трёх состязаниях — на палашах, в кулачном бою и в бою на дубинках.
В октябре 1730 года Фигг провёл предположительно свой 271-й по счёту бой, одержав победу над Холмсом, в бою на мечах. Последний бой Фигга, о котором есть упоминание, состоялся в декабре 1731 года, когда он встретился в поединке на палашах со Спарксом. За свою карьеру Фигг потерпел поражение лишь один раз, в бою с упоминавшимся Нэдом Саттоном.
Джеймс Фигг умер утром 7 декабря 1734 года в Лондоне и был похоронен на кладбище Сэйнт Марилебон. Он оставил после себя жену и нескольких детей.